# Psammotettix agrestis
Psammotettix agrestis är en insektsart som beskrevs av Logvinenko 1966. Psammotettix agrestis ingår i släktet Psammotettix och familjen dvärgstritar. Inga underarter finns listade i Catalogue of Life.